# Club Atlético Talleres (Córdoba)
Club Atlético Talleres is een Argentijnse omnisportclub uit Córdoba waarvan de voetbalafdeling het bekendste is.
De club werd in 1913 opgericht als Atlético Talleres Central Córdoba. Bij de start van het professionele voetbal in 1931 kwam de club op het hoogste niveau uit maar degradeerde in 1938. In de jaren '60 degradeerde de club naar het derde niveau maar promoveerde weer in 1967. Hierna schipperde de club tussen de hoogste drie klassen. In 1998 werd de club kampioen op het tweede niveau door Belgrano de Córdoba na penalty's te verslaan. De laatste editie van de Copa CONMEBOL werd door CA Talleres gewonnen in 1999. In 2001 kwalificeerde de club zich voor het eerst voor de Copa Mercosur en in 2002 voor de Copa Libertadores. In 2004 degradeerde de club naar het tweede en in 2008 naar het derde niveau. In 2013 promoveerde de club weer, maar moest na één seizoen opnieuw een stap terugzetten.

## Erelijst
- Primera B Nacional

1998, 2016
- Copa CONMEBOL

1999
- Copa Hermandad

1977

## Bekende (oud-)spelers
- Jhonny Baldeón
- Oscar Dertycia
- Cristian Pavón

Aldosivi ·
Argentinos Juniors · 
Arsenal · 
Banfield ·  
Boca Juniors · 
Central Córdoba (SdE) · 
Colón · 
Defensa y Justicia · 
Estudiantes · 
Gimnasia La Plata · 
Godoy Cruz · 
Huracán · 
Independiente · 
Lanús · 
Newell’s Old Boys · 
Patronato · 
Racing Club · 
River Plate · 
Rosario Central · 
San Lorenzo · 
Talleres · 
Tucumán · 
Unión · 
Vélez Sarsfield